# Lingue shona
Le lingue shona sono un gruppo di lingue bantu parlate nell'Africa meridionale. 

## Distribuzione geografica
Vengono generalmente individuate otto lingue comprese in questo gruppo:
- shona, la principale del gruppo e al quale dà il nome, principale lingua dello Zimbabwe e una fra le lingue bantu più parlate con oltre 10 milioni di locutori divisi nei tre principali dialetti karanga, korekore e zezuru;[3]
- manyika, parlata nello Zimbabwe occidentale e nel Mozambico centro-orientale da circa 1 milione di persone;[4]
- ndau, parlata nello Zimbabwe e in Mozambico da circa 2,4 milioni di persone,[5] anch'essa molto simile allo shona;
- tewe, parlata in Mozambico da circa 250.000 persone e a volte considerata un dialetto del manyika;[6]
- tawara, del Mozambico (60.000 parlanti);[7]
- kalanga, circa 850.000 parlanti in Zimbabwe e Botswana;[8]
- nambya, circa 100.000 parlanti in Zimbabwe;[9]
- dema, con solo 5.000 parlanti in Mozambico.[10]

Secondo alcuni studiosi, l'intero insieme delle lingue shona (con l'eccezione della lingua kalanga) sarebbe da considerare un'unica lingua con numerosi dialetti. La lingua shona così considerata sarebbe, con più di 15 milioni di parlanti, la maggiore lingua bantu per numero di locutori madrelingua.

## Classificazione
Le lingue shona vengono indicate con il codice S.10 nella classificazione delle lingue bantu.